# Lulodes asteropterus
Lulodes asteropterus är en tvåvingeart som först beskrevs av Frey 1932.  Lulodes asteropterus ingår i släktet Lulodes och familjen bredmunsflugor.
Artens utbredningsområde är Nigeria. Inga underarter finns listade i Catalogue of Life.